# Austrolimnophila lobophora
Austrolimnophila lobophora är en tvåvingeart som beskrevs av Alexander 1960. Austrolimnophila lobophora ingår i släktet Austrolimnophila och familjen småharkrankar.
Artens utbredningsområde är Madagaskar. Inga underarter finns listade i Catalogue of Life.